# Gondosäure
Gondosäure ist eine organische Verbindung aus der Gruppe der Alkensäuren, sie ist eine einfach ungesättigte Fettsäure in der Gruppe der Omega-9-Fettsäuren. Die Monoensäure mit einer cis-Doppelbindung ist ein Isomer der Gadoleinsäure (9-Eicosensäure) und der Paullinsäure (13-Eicosensäure). Sie gehören zur Gruppe der Eicosensäuren, einfach ungesättigte Fettsäuren die aus 20 Kohlenstoff-Atomen bestehen.
Sie kommt verestert als Triacylglycerid in größeren Mengen von bis zu 70 % im Samenfett von verschiedenen Seifenbaumgewächsen (Sapindaceae) vor z. B. zu 35–40 % in der Guaraná (Paullinia cupana), in kleineren Mengen aber auch in verschiedenen anderen Pflanzenarten. Auch kommt sie in Kohl-Arten (Brassica) vor, z. B. im Leindotteröl zu ca. 12–16 % und in den alten Rapsöl-Sorten zu ca. 5–10 % vor. Im Jojobaöl sind ca. 65–70 % der enthaltenen Fettsäuren Gondosäure, die in den Wachsestern gebunden ist.